# تونی کوری
تونی کوری (به انگلیسی: Tony Currie) بازیکن فوتبال زادهٔ ۱ ژانویه ۱۹۵۰ اهل کشور انگلستان بود که سابقهٔ بازی در تیم ملی فوتبال انگلستان را در کارنامهٔ خود دارد. وی در تاریخ ۲۳ مه ۱۹۷۲ نخستین بازی ملی خود را در مقابل تیم ملی فوتبال ایرلند شمالی انجام داد و با حضور در ۱۷ بازی ملی، در تاریخ ۱۰ ژوئن ۱۹۷۹ واپسین بازی ملی‌اش را در برابر تیم ملی فوتبال سوئد برگزار کرد.
این بازیکن توانسته در بازی‌های ملی، ۳ گل به ثمر برساند.